# Роя (смт)
Роя — історична місцевість в м. Курахове (Мар'їнський район Донецької області).

## Історія
12 серпня 1957 року населений пункт Роя віднесено до категорії селищ міського типу.